# Xenillus ibericus
Xenillus ibericus är en kvalsterart som beskrevs av Djaparidze 1974. Xenillus ibericus ingår i släktet Xenillus och familjen Xenillidae. Inga underarter finns listade i Catalogue of Life.